# Typha argoviensis
Typha argoviensis là một loài thực vật có hoa trong họ Typhaceae. Loài này được Hausskn. ex Asch. & Graebn. miêu tả khoa học đầu tiên năm 1897.